# Duc d'Atholl
Le titre de duc d'Atholl, nommé d'après le district d'Atholl, en Écosse, n'a été créé qu'une seule fois dans l'histoire britannique par la reine Anne en 1703, comme une promotion du très ancien titre de Mormaer ou comte d'Atholl. Il a une histoire très ancienne et très complexe.
Le duc actuel détient de nombreux titres subsidiaires, notamment : marquis d'Atholl (créé en 1676), marquis de Tullibardine (1703), comte d'Atholl (1629), comte de Tullibardine (1629 et 1676), comte de Strathtay et Strathardle (1703), vicomte de Balquhidder (1676), Lord Murray de Tullibardine (1604) et Lord Murray, Balvenie et Gask (1676). Tous ces titres appartiennent à la pairie d'Écosse.
Le fils aîné et héritier du duc possède le titre de courtoisie de marquis de Tullibardine. Entre 1846 et 1957, le duc était également baron Glenlyon dans la pairie du Royaume-Uni, lui donnant droit de siéger à la Chambre des lords. Lors de l'extinction de la baronnie en 1957, le duc d'Atholl a eu l'honneur douteux d'être le pair du rang le plus élevé sans siège à la Chambre des lords (ôté en 1963 quand tous les pairs héréditaires ont obtenu le droit de siéger dans ce corps).

## Histoire
Le Mormaer du comte d'Atholl renvoie à l'autorité comtale médiévale sur la province d'Atholl (Ath Fodhla), dans les Highlands, actuellement dans le nord du Perthshire.
Atholl est un comté particulier parce qu'on connaît un roi d'Atholl de la période picte: Talorgan mac Drostan. Les deux seuls autres royaumes pictes connus grâce à des sources contemporaines sont Fortriú et Circinn.
En effet, un document du début du XIIIe siècle connu des savants modernes sous le nom : de Situ Albanie rapporte l'affirmation qu'Atholl était un ancien royaume picte. Au XIe siècle, le fameux Crínán de Dunkeld aurait obtenu la fonction de mormaer.
Les liens avec la royauté continuèrent avec Máel Muire d'Atholl, qui était le fils du roi Donnchad Ier, et le jeune frère de Máel Coluim III mac Donnchada. Matad était peut-être le plus fameux des Mormaers, père d'Harald Maddadsson, un illustre rebelle de la Couronne écossaise et peut-être le premier gaélique à diriger les Orcades comme comte des Orcades. La lignée de Máel Muire et de Crínán s'éteignit quand Forbhlaith d'Atholl, la fille de Mormaer Henry épousa David de Hastings, comte de Huntingdon.
Le dernier mariage a donné naissance à une fille, Ada, qui se marie dans la famille Strathbogie, une famille mi gaélique mi normande originaire de Fife. Les Strathbogie dirigèrent le comté avant les guerres d'indépendance de l'Écosse ; quand le Clan Campbell lui succéda, le titre passa finalement aux Stuarts.

## Commandement militaire et résidence traditionnelle
Les privilèges inhérents au titre comprennent également le titre de l'unique armée privée d'Europe, les Atholl Highlanders, créée en 1839.
La résidence traditionnelle des ducs d'Atholl est le château de Blair, bien que la famille ait possédé de nombreux autres châteaux et résidences dans le passé, notamment le château d'Huntingtower, le château de Balvenie, le château de Tullibardine et Dunkeld House (les deux dernières résidences ont été démolies).

## Liste des principaux titres

### Liste desMormaers/comtes

#### Mormaer/Comte d'Atholl
Mormaers
- Dubdon d'Atholl satrapas Athochlach dans les années 960.
- Crínán de Dunkeld? († 1045)
- Máel Muire d'Atholl († avant les années 1130)

Comtes
- v.1114/1115?-1142/1152 : Matad († 1142/1152) ;
- 1142/52-1186/98 : Máel Coluim (Malcolm) († 1186/1198) ;
- 1186/1198-av.1210 : Henri († av. 1210), 3e comte ;
- av.1210-1235 : Isabella (en) († 1232/1242), sa fille ;
  - av.1210-1231 : Thomas de Galloway († 1231), son époux[1] ;
- 1231-1242 : Patrick († 1242), 5e comte, fils d'Isabella et de Thomas de Galloway. Tué avant d'obtenir son héritage[2] ;
- 1242-1247 : Forbhlaith ou Forueleth (en), fille cadette de Henry († 1247), tante du précédent ;
  - époux : David Hastings (en) († 1247) ;
- 1247-? : Ada (en), comtesse de suo jure, fille des précédents.
  - 1247-v.1260 : John de Strathbogie († vers 1260), son mari, comte de jure uxoris ;
- v.1260-1270 : David Ier Strathbogie († 1270), 8e comte, fils des précédents ;
- 1270-1306 : John Strathbogie († 1306), 9e comte, exécuté ;
- 1307-1314 : David II Strathbogie († 1326), 10e comte après avoir racheté le comté à Ralph de Monthermer en 1307. Titre confisqué en 1314[3] ;
- prétendants :
  - 1333-1335 : David III Strathbogie (1309-1335) ;
  - David IV Strathbogie (de) (1332-1369), fils du précédent, comte titulaire.

#### Comte d'Atholl, deuxième création (1320)
- 1320-1333 : John Campbell († 1333).

#### Comte d'Atholl, troisième création (1341)
- 1341 : William Douglas († 1353).

Le titre est rendu dès sa création.

#### Comte d'Atholl, quatrième création (1342)
- 1342-1371 : Robert Stuart (1316-1390), devint Robert II d'Écosse en 1371.

#### Comte d'Atholl, cinquième création (1398)
- 1398-1402 : David Stuart  († 1402), duc de Rothesay depuis 1398. Fils de Robert III.

#### Comte d'Atholl, sixième création (1403)
- 1403-1406 : Robert Stuart (1340-1420), duc d'Albany depuis 1398. Fils de Robert II.

A perdu le titre à la mort de son frère, Robert III d'Écosse, en 1406.

#### Comte d'Atholl, septième création (v.1409)
- 1409-1437 : Walter Stuart († 1437), comte de Strathearn et 1er comte de Caithness. Fils de Robert II.

Titre confisqué en 1437.

#### Comte d'Atholl, huitième création (1457)
- 1457-1512 : John Stuart (1440-1512) ;
- 1512-1521 : John Stuart (en) († 1521) ;
- 1521-1542 : John Stuart (en) (1507-1542) ;
- 1542-1579 : John Stuart († 1579) ;
- 1579-1595 : John Stuart (en) (1563-1595).

#### Comte d'Atholl, neuvième création (1596)
Avec le titre substitutif de Lord Innermeath (1469).
- 1596-1603 : John Stuart (en) (1566-1603) ;
- 1603-1625 : John Stuart († 1625).

#### Comte de Tullibardine, première création (1606)
- 1606-1609 : John Murray († 1609) ;
- 1609-1626 : William Murray (en) (v. 1574-1626).

Le titre est rendu en 1626.

#### Comte de Tullibardine, seconde création (1628)
- 1628-1644 : Patrick Murray (en) (1578-1644) ;
- 1644-1670 : James Murray (1617-1670) ;
- 1670-1703 : John Murray (1631-1703). Devint marquis d'Atholl en 1676.

#### Comte d'Atholl, dixième création (1629)
- 1629-1642 : John Murray († 1642) ;
- 1642-1703 : John Murray (1631-1703). Devint marquis d'Atholl en 1676.

### Liste des marquis

#### Marquis d'Atholl (1676)
- 1676-1703 : John Murray (1631-1703) ;
- 1703-1724 : John Murray (1660-1724). Devint duc d'Atholl en 1703.

### Liste des ducs

#### Duc d'Atholl (1703)
- 1703-1724 : John Murray (1660-1724) ;
- 1724-1764 : James Murray (1690-1764) ;
- 1764-1774 : John Murray (1729-1774) ;
- 1774-1830 : John Murray (1755-1830) ;
- 1830-1846 : John Murray (1778-1846) ;
- 1846-1864 : George Augustus Frederick John Murray (1814-1864) ;
- 1864-1917 : John James Hugh Henry Stewart-Murray (1840-1917) ;
- 1917-1942 : John George Stewart-Murray (1871-1942) ;
- 1942-1957 : James Thomas Stewart-Murray (1879-1957) ;
- 1957-1996 : George Iain Murray (1931-1996) ;
- 1996-2012 : John Murray (1929-2012) ;
- 2012-présent : Bruce George Ronald Murray, 12e duc d'Atholl, (né le 6 avril 1960) ;
  - héritier : Michael Murray, marquis de Tullibardine (né le 5 mars 1985)[4].

### Baron Glenlyon (1821-1957)
- 1821-1837 : James Murray (1782-1837)
- 1837-1864 : George Augustus Frederick John Murray (2e baron Glenlyon) (1814-1864) devient duc d'Atholl en 1846.

Pour les autres barons, voir : Duc d'Atholl.